# Afghan A
Afghan A es un cultivar de higuera de tipo higo común Ficus carica (Ficus carica ssp. Afghanistan autofértil, unífera es decir con una sola cosecha por temporada los higos de verano-otoño, de higos con epidermis con color de fondo púrpura negro gris y sobre color púrpura rojizo entremezclado con verde amarillo en la zona del cuello. Se localiza en la colección del National Californian Germplasm Repository - Davis en California.

## Sinonimia
- „DFIC# 191“,[5][6]
- „Afghan“

## Historia
Según la monografía de Condit : « Introducido desde Afganistán bajo P.I. No. 134,750, como un higo resistente, capaz de soportar temperaturas bajo cero. En Riverside produjo pequeños higos morados con pulpa de fresa profunda que no tenían ningún valor particular. »
Esta variedad de higuera está cultivada en el NCGR, Davis (National Californian Germplasm Repository - Davis) con el número 'DFIC 191' desde el 1 de febrero de 2001, en que ingresó en el repositorio como un donativo de "Kennedy, Todd, California Rare Fruit Growers" recogido por Edward Seligman (reconocido importador de Maryland) de la "North American Fruit Explorers" (NAFEX))-(Exploradores de Fruta de Norteamérica).

## Características
La higuera 'Afghan A' es un árbol de tamaño grande, con un porte esparcido, muy vigoroso, muy fértil en la cosecha de higos, hojas mayoritarias de 5 lóbulos con los lóbulos n.º 2,3, y 4 grandes con poca indentación, el lóbulo n.º 3 grande y ancho con forma espatulada y los lóbulos 1 y 5 pequeños, también tienen hojas de 5 lóbulos con poca hendidura. Es una variedad unífera de tipo higo común, de producción abundante de higos insípidos.
Los higos son de tipo pequeño de unos 20 gramos, de forma esferoidal, con cuello largo cilíndrico; pedúnculo corto y grueso de color verde; su epidermis con color de fondo púrpura negro gris y sobre color púrpura rojizo entremezclado con verde amarillo en la zona del cuello, costillas marcadas. La carne (mesocarpio) de grosor pequeño en los laterales y más grueso en la zona del cuello y del ostiolo, de color blanco; ostiolo de tamaño pequeño, con escamas semi adheridas de color rojo oscuro; cavidad interna ausente con aquenios pequeños y numerosos: pulpa jugosa de color fresa, con un sabor no muy dulce.

## El cultivo de la higuera
Los higos 'Afghan A' tiende a madurar bien en climas más fríos, cuando otras variedades no; son aptos para la siembra con protección en USDA Hardiness Zones 7 a más cálida, su USDA Hardiness Zones óptima es de la 8 a la 10. Producirá mucha fruta durante la temporada de crecimiento. El fruto de este cultivar es de tamaño mediano, jugoso e insípido.